# Krisztina Tóthová
Krisztina Tóthová (* 5. prosince 1967, Budapešť) je současná maďarská spisovatelka.

## Biografie
Básnířka a prozaička Krisztina Tóthová patří k předním autorkám současné maďarské literatury. Jako básnířka debutovala v roce 1989 sbírkou Őszi kabátlobogás (Podzimní vlání kabátu), následovaly sbírky A beszélgetés fonala (1994, Nit rozhovoru), Az árnyékember (1997, Stínový člověk) či Magas labda (2009, Vysoký míč). Výbor z dosavadní básnické tvorby vyšel pod jménem Porhó (2001, Prašan), za tuto knihu získala Tóthová cenu Palládium. Její samostatnou prozaickou prvotinou je povídkový soubor Vonalkód (Čárový kód) z roku 2006, který byl přeložen do několika evropských jazyků včetně češtiny, následovaly další prozaické knihy Hazaviszlek, jó? (2009, Pojď, já tě vezmu domů), Pixel (2011) a Pillanatragasztó (2014). V roce 2013 vydala svůj první román Akvárium, který rok poté vyšel i v češtině.

Kromě psaní, publicistiky a překladu z francouzštiny se věnuje také výrobě vitráží a restaurátorství.

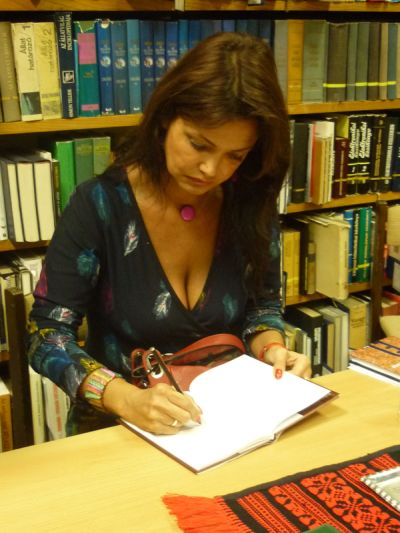
Maďarská spisovatelka Krisztina Tóth

Za svou tvorbu získala Krisztina Tóthová řadu ocenění; z těch nejvýznamnějších bychom mohli jmenovat cenu Attily Józsefa (2000), cenu Palládium (2001) či cenu Sándora Máraiho (2007). V roce 2009 byla vyznamenána Vavřínovým věncem Maďarské republiky a v roce 2011 byla jmenována členkou Széchenyiho literární a umělecké akademie, přidruženého ústavu Maďarské akademie věd.

## Dílo v češtině
- TÓTHOVÁ, Krisztina: Čárový kód (Patnáct příběhů). Fra, Praha 2011. Přeložil Jiří Zeman. ISBN 978-80-87429-12-9
- TÓTHOVÁ, Krisztina: Akvárium. Fra, Praha 2014. Přeložil Jiří Zeman. ISBN 978-80-87429-57-0
- TÓTHOVÁ, Krisztina: Dívka, která nemluvila. Baobab 2018. Přeložila Eleonóra Hamar. ISBN 978-80-7515-071-4